# Estación de Las Mellizas
Las Mellizas es una estación ferroviaria situada en la localidad española de Caracuel, dentro del término municipal de Álora, en la provincia de Málaga, comunidad autónoma de Andalucía.

## Situación ferroviaria
La estación se encuentra en el punto kilométrico 148,5 de la línea férrea 430 de la red ferroviaria española que une Córdoba con Málaga, a 150 metros de altitud entre las estaciones de El Chorro-Caminito del Rey y de Álora. El tramo es de vía única y está electrificado. 

## Historia
La estación fue puesta en servicio el 15 de agosto de 1865 con la apertura del tramo Córdoba-Álora de la línea que pretendía unir Córdoba con Málaga. Las obras corrieron a cargo de la Compañía del Ferrocarril de Córdoba a Málaga que se constituyó con este propósito en 1861. Sin embargo su gestión, debido a los malos resultados económicos no duró mucho y la compañía acabó integrándose en 1879 en la Compañía de los Ferrocarriles Andaluces. En 1941, con la nacionalización de la totalidad de la red ferroviaria española la estación pasó a ser gestionada por RENFE. Desde 2005Renfe Operadora explota la línea mientras que Adif es la titular de las instalaciones ferroviarias.

## Servicios ferroviarios

### Media distancia
Antiguamente, tenía parada la línea 70 de MD (Málaga-Ronda). Actualmente efectúa parada la línea 67 (Málaga-Sevilla). 
| Línea MD |  | Trenes | Origen/Destino |  | Destino/Origen |
| -------- |  | ------ | -------------- |  | -------------- |
| 67       |  | MD     | Sevilla        |  | Málaga         |

Servicio de Proximidad
Desde el 20 de marzo de 2023 y con la implantación de los nuevos servicios de proximidad, también efectúa parada el servicio de proximidad Málaga-El Chorro